# دوري قطر الدولي لهوكي الجليد
دوري قطر الدولي لهوكي الجليد هو دوري هوكي الجليد في قطر. تم التنافس عليه لأول مرة في عام 2003.

## التاريخ
تأسس دوري قطر الدولي لهوكي الجليد في عام 2003. عادة ما يتم لعب مباريات الدوري في فيلاجيو أيس رينك بمركز فيلاجيو للتسوق في الدوحة. نظرا لمستويات اللعب المختلفة فقد تم تقسيم البطولة إلى قسمين وهما الدرجة الأولى والدرجة الثانية. منذ عام 2007 لعبت بطولة كأس الصحراء أيضا في البلاد. من المقرر أن يتم تأسيس فريق يضم لاعبين محليين فقط لتشكيل منتخب وطني لهوكي الجليد.
في عام 2010 رعت البطولة لموسم 2010 شركة رد بول للثلج المتحطم في قطر. فاز في المسابقة بيل تشيز لاعب فريق أفاعي الرمال.
لانس ميريندورف وريتشارد لابروس أسسا البطولة في عام 2003. يتم منح كأس ميريندورف لابروس إلى الفريق الفائز بالبطولة.

## فرق موسم 2017-18

### الدرجة الأولى
- جرذان رينك.
- أفاعي الرمال.
- المطارق.

### الدرجة الثانية
- كسارات كلية شمال الأطلنطي - قطر.
- كنديو مولسون.
- ملوك النفط القطري.
- المها العربية القطرية.

## الفرق السابقة
- حرارة الصحراء.
- نادي اللياقة الأوروبي.
- سفن الجليد.
- غاز قطر.
- شركة قطر للكيماويات.
- راسغاز.
- عاصفة الرمال.
- كلاب الشمس.

## الأبطال
- 2017 (الشتاء): جرذان رينك (الدرجة الأولى), كسارات كلية شمال الأطلنطي - قطر (الدرجة الثانية)
- 2016 (الخريف): المطارق (الدرجة الأولى), كنديو مولسون (الدرجة الثانية)
- 2016 (الشتاء): جرذان رينك (الدرجة الأولى), كنديو مولسون (الدرجة الثانية)
- 2015 (الخريف): المطارق (الدرجة الأولى), كسارات كلية شمال الأطلنطي - قطر (الدرجة الثانية)
- 2015 (الشتاء): كسارات كلية شمال الأطلنطي - قطر (الدرجة الأولى), كسارات كلية شمال الأطلنطي - قطر (الدرجة الثانية)
- 2014 (الخريف): كسارات كلية شمال الأطلنطي - قطر (الدرجة الأولى), المها العربية القطرية (الدرجة الثانية)
- 2014 (الشتاء): أقيمت ثلاث درجات الأولى والثانية والثالثة
- 2013 (الخريف): أفاعي الرمال (الدرجة الأولى), كلاب الشمس (الدرجة الثانية)
- 2013 (الشتاء): فرق الدرجة الأولى: كنديو مولسون, المطارق, أفاعي الرمال, فرق الدرجة الثانية: كلاب الشمس, كسارات كلية شمال الأطلنطي - قطر, سفن الجليد, راسغاز
- 2012 النصف الثاني: كنديو مولسون (الدرجة الأولى), غير معروف (الدرجة الثانية)
- 2012 النصف الأول: أفاعي الرمال (الدرجة الأولى), غير معروف (الدرجة الثانية)
- 2011 النصف الثاني للدرجة الأولى: غير معروف
- 2011 النصف الثاني للدرجة الثانية: غير معروف
- 2011 النصف الأول للدرجة الأولى: غير معروف
- 2011 النصف الأول للدرجة الثانية: غير معروف
- 2010/11: راسغاز
- 2009/10: أفاعي الرمال
- 2008/09: نادي اللياقة الأوروبي[5]
- 2007/08: المطارق
- 2006/07: كسارات كلية شمال الأطلنطي - قطر
- 2005/06: حرارة الصحراء
- 2004: شركة قطر للكيماويات
- 2003: سفن الجليد

## الرؤساء السابقون
- 2016-2017: جون ماكماهون
- 2014-2016: جيف أغنيو
- 2013-2014: دارسي وبستر
- 2010-2013: جريج سكوت
- 2008-2010: روب كارتر
- 2006-2008: جريج سكوت
- 2005-2006: جيف روبنسون
- 2003-2005: لانس مييرندورف